# Uschakovius enigmaticus
Uschakovius enigmaticus är en ringmaskart som beskrevs av Laubier och Ramos 1973. Uschakovius enigmaticus ingår i släktet Uschakovius och familjen Orbiniidae. Inga underarter finns listade i Catalogue of Life.